# 旬阳市
旬阳市（旧作“洵阳”，因“洵”字生僻难认，1964年经中华人民共和国国务院批准改为“旬阳”）是中国陕西省安康市所辖的一个县级市。区域总面积为3554平方公里，常住人口約36万人。
因为流经城区的旬河的特殊形状，城区部分地区与中国道教传统的太极图相似的。故亦被官方或民间称为“太极城”。

## 历史变迁
秦朝时于旬水入汉水处设旬关（在今旬阳市老城），置旬阳县。东汉时废入西城县。西晋太康四年（283年）复置，治所在今旬阳县北汉水北岸。属魏兴郡。北魏为洵阳郡治。南朝宋、齐为旬阳县，西魏为“洵阳县”，为洵州、洵阳郡治。北周为洵阳郡治。隋朝时，先属金州，后属西城郡。唐朝、宋朝属金州。元朝时废。明朝洪武三年（1370年）复置，治今旬阳县。先后属四川省夔州府大宁州、金州、兴安州。清朝属兴安府。
辛亥革命爆发后，洵阳县知事白玉昆被驱逐。11月，陕西军政府南路安抚招讨使张宝麟率部由白河县西上，以方斌为洵阳县知事。民国初年，府废，属汉中道。1933年，道废，直属陕西省。1935年，属第五行政督察专员公署。
1948年4月，解放军第一次攻占洵阳县。至8月，县境分属中华民国洵阳县政府和中共政权领导的上关县人民民主政府。当年，双方武装在洵阳县东区蜀河、双河争夺激烈。1949年5月，中共政权在湖北省郧西县境成立洵阳县民主政府。7月13日，解放军由湖北西进，攻占洵阳县东区。8月，洵阳县民主政府迁移至东区蜀河。10月，中华人民共和国成立。11月26日，解放军第19军57师攻占洵阳县城。至此，中华民国政府对此地管辖结束。洵阳县属陕南行署区安康分区。1950年，陕西省人民政府成立，洵阳县属安康专区。1959年，属安康地区。1964年，改名旬阳县。2021年2月7日，撤销旬阳县，设立县级旬阳市。

## 行政区划
旬阳市下辖21个镇：
城关镇、棕溪镇、关口镇、蜀河镇、双河镇、小河镇、赵湾镇、麻坪镇、甘溪镇、白柳镇、吕河镇、神河镇、赤岩镇、段家河镇、仙河镇、金寨镇、桐木镇、构元镇、石门镇、红军镇和仁河口镇。

## 人口
根据第七次全国人口普查结果，现将2020年11月1日零时全市人口的基本情况公布如下：全市常住人口为357876人，与2010年第六次全国人口普查的426677人相比，十年共减少68801人，下降16.12%，年平均下降率为1.74 %。

## 交通
本市地处陕西南部汉水与旬河的交汇处，水运较为便利。包茂高速公路西康段、十天高速公路途径本市区域，并有  316国道过境，乡村通路工程也已完工。铁路方面，西康线与襄渝线在本县交汇，分别设有旬阳北站与旬阳站。

## 资源
旬阳的矿产资源丰富，铅锌矿储量位居全国前列，汞的探明储量居全国第二，仅次于贵州铜仁。因此被称为“中国汞都”。其余的各种矿产种类在旬阳都可以找到分布。
旬阳水力资源较为丰富。已建成的达铭湖坝是旬河下游重要的水利工程设施，汉江上的蜀河电站与旬阳电站都是大中型水电站。但也有人认为汉江过度的梯级开发将会加剧周边生态环境的变化，引起环境问题。

## 气候
属北亚热带季风气候，最冷月均温4.5℃，年均温16.6℃，年平均降水量为732.1mm。
| 旬阳 (1981−2010)     | 旬阳 (1981−2010) | 旬阳 (1981−2010) | 旬阳 (1981−2010) | 旬阳 (1981−2010) | 旬阳 (1981−2010) | 旬阳 (1981−2010) | 旬阳 (1981−2010) | 旬阳 (1981−2010) | 旬阳 (1981−2010) | 旬阳 (1981−2010) | 旬阳 (1981−2010) | 旬阳 (1981−2010) | 旬阳 (1981−2010) |
| 月份                 | 1月              | 2月              | 3月              | 4月              | 5月              | 6月              | 7月              | 8月              | 9月              | 10月             | 11月             | 12月             | 全年             |
| -------------------- | ---------------- | ---------------- | ---------------- | ---------------- | ---------------- | ---------------- | ---------------- | ---------------- | ---------------- | ---------------- | ---------------- | ---------------- | ---------------- |
| 平均高温 °C（°F）    | 9.8 (49.6)       | 13.1 (55.6)      | 19.5 (67.1)      | 24.6 (76.3)      | 28.5 (83.3)      | 32.0 (89.6)      | 33.6 (92.5)      | 32.0 (89.6)      | 27.5 (81.5)      | 22.0 (71.6)      | 16.1 (61.0)      | 10.5 (50.9)      | 22.4 (72.4)      |
| 日均气温 °C（°F）    | 4.5 (40.1)       | 7.6 (45.7)       | 12.8 (55.0)      | 17.5 (63.5)      | 21.8 (71.2)      | 25.6 (78.1)      | 27.8 (82.0)      | 26.4 (79.5)      | 22.2 (72.0)      | 16.9 (62.4)      | 10.7 (51.3)      | 5.6 (42.1)       | 16.6 (61.9)      |
| 平均低温 °C（°F）    | 0.8 (33.4)       | 3.7 (38.7)       | 7.8 (46.0)       | 12.2 (54.0)      | 16.9 (62.4)      | 20.9 (69.6)      | 23.7 (74.7)      | 22.9 (73.2)      | 19.0 (66.2)      | 13.9 (57.0)      | 7.3 (45.1)       | 2.3 (36.1)       | 12.6 (54.7)      |
| 平均降水量 mm（）    | 4.5 (0.18)       | 9.2 (0.36)       | 25.8 (1.02)      | 49.5 (1.95)      | 73.9 (2.91)      | 110.1 (4.33)     | 138.6 (5.46)     | 120.7 (4.75)     | 105.1 (4.14)     | 65.2 (2.57)      | 23.5 (0.93)      | 6.0 (0.24)       | 732.1 (28.84)    |
| 平均相對濕度（％）   | 64               | 62               | 58               | 63               | 69               | 71               | 74               | 76               | 76               | 79               | 77               | 70               | 70               |
| 来源：中国气象数据网 |                  |                  |                  |                  |                  |                  |                  |                  |                  |                  |                  |                  |                  |

## 景点
- 太极城观光
- 孟达墓
史料记载，孟达武艺超群且仪表不凡，但风里杨花，多次叛变，后被司马懿处死于上庸郡（今安康）之东的洵河口。墓高3米，并无多的修饰，是一个埋藏千年历史的土坎。相传孟达死后欲东山再起，坟土包愈长愈高，司马懿便决定修一座塔来镇压坟包，塔修毕，坟即不再长高。塔七层，约10米高，石头砌成。

## 相关的作品
环城曲水
（清）黄金台
金汤一线瞰城隈，城外洵流返复回。

雉堞斜盘襟带绕，鷁舟徐转洞楼开。

蜿蜒势借灵崖锁，矣乃声从汉水来。

最爱春晴花满县，人家都住小蓬莱。

- 采访报告性文章《天人合一寻（旬）太极》 及纪录片《天人合一寻（旬）太极》 （页面存档备份，存于）
- 《石磨上的美文》———吴建华
- 《张良与旬阳道文化》———陈和强

## 人物
- 張鳳翔：明朝弘治十二年（1499年）中進士，官至戶部主事。
- 王一山：清朝末年新軍出身，參與辛亥革命，後來與楊虎城關係甚篤，西安事變后短暫出任陝西省政府代理主席。